# Diego Paris
Diego París (Madrid, 21 de marzo de 1972) es un actor español de cine, teatro y televisión.

## Biografía
Con diecisiete años aparta sus estudios académicos para tomar clases de teatro en la Sala Triángulo, sita en el madrileño barrio de Lavapiés. Uno año más tarde se matriculará en la Escuela de Interpretación Cristina Rota. Pronto conocerá a Alberto San Juan, Pilar Castro y Secun de la Rosa. Con el primero empezará a colaborar en el grupo de teatro Animalario, Premio Nacional de Teatro 2005; con los segundos formará a finales de los años 90 un grupo de teatro surrealista: Caracalva, con el que actuarán por bares, salas de fiestas y teatros alternativos (OFF Teatro) por todo Madrid. 
Su primera colaboración en el cine fue en la película Belmonte del director sevillano Juan Sebastián Bollaín. Alcanzando la popularidad gracias a la película Días de fútbol del director David Serrano de la Peña, junto a Ernesto Alterio, Nathalie Poza, Fernando Tejero y Luis Bermejo, entre otros. Ese mismo año, el músico Nacho Cano le ofrecerá un papel en el musical Hoy no me puedo levantar, que se estrenará en el teatro Rialto de Madrid en abril del 2005, acompañándolo en el reparto protagónico, Miquel Fernández, Inma Cuesta, Javier Godino y Andreu Castro. Uña año después protagoniza la comedia más taquillera del 2007 “Café solo o con ellas” del director Álvaro Díaz Lorenzo.
En el año 2011 realiza un curso de cine en la EICTV (‘’Escuela Internacional de cine y televisión de Cuba’’). Ese mismo año, empieza la edición del libro ‘’Aforo completo’’, el cual empezó a escribir durante la gira española 2008/2009 del musical de ‘’Hoy no me puedo levantar’’,  donde se recogen las experiencias e impresiones vividas por él, sus compañeros de reparto, de bailares y del equipo técnico del exitoso musical. El libro fue presentado en la Feria del Libro de Barcelona Sant Jordi 2012.
En el año 2019 decide retomar sus estudios y se matricula en la UNED en el Grado en Lengua y Literatura Españolas. En el septiembre del 2020 termina de escribir una obra de teatro, y un año más tarde la editorial BETANIA lo incluye en su Colección TEATRO con el nombre de “La casa encantada. (García Lorca visita a los Loynaz en La Habana)”.

## Filmografía

### Cine
• Pioneras: Solo querían jugar   (2025) Marta Diaz de Lope Díaz. Guardia Civil.
- Vírgenes (2024) Álvaro Díaz Lorenzo. Ramiro.
- Un fantasma en la batalla (2024) Agustín Díaz Yanes. Ezkertia.
- Os reviento (2022) Kike Narcea. Tinin.
- El Cover (2021) Secun De la Rosa. Miguel.
- Ventajas de viajar en tren (2019) Aritz Moreno. El Gota.
- Brigi.El poder de la red (2018) Daniel Sánchez Arévalo. Riki.
- Señor, dame paciencia (2017) Álvaro Díaz Lorenzo. Ricardo.
- Oro (2017) Agustín Díaz Yanes. Marchena.
- Que Dios nos perdone (2016) Rodrigo Sorogoyen. Travesti 2.
- Tenemos que hablar (2015) David Serrano. Charcutero.
- La despedida (The good bye"Roadmovie") (2014) Álvaro Díaz Lorenzo. Manu.
- Dispongo de barcos (2014) Juan Cavestany. El del bigote.
- Gente de mala calidad (2008) Juan Cavestany. Encargado imprenta.
- Café solo o con ellas(2007) Álvaro Díaz Lorenzo. Hugo.
- Los 2 lados de la cama (2007) Emilio Martínez Lázaro. Chico borracho.
- El último golpe (Cortometraje) (2007) Juan Cavestany y David Serrano. Gregorio.
- En el hoyo. (Cortometraje) (2006) David Martín de los Santos. Hombre bici.
- El asombroso mundo de Borjamari y Pocholo (2004) Juan Cavestany y Enrique López Lavigne. Bakala.
- Días de fútbol (2003) David Serrano. El Juli.
- Torremolinos 73 (2002) Pablo Berger. Novio.
- Todo menos la chica (2000) Jesús Delgado.
- San Bernardo (2000) Joan Potau.
- Soberano, el rey canalla (Cortometraje) (1999) Miguel Bardem.
- Belmonte (1995) Juan Sebastián Bollaín.

### Televisión
- “True Story” (2022) [Amazonprime].
- Unas gafas de sol (2019) David Alcalde.
- Vota Juan (2018) Víctor García León.
- Puteados por el Mundo (2018) Capítulo Piloto.
- Centro médico (2018) TVE
- La tira (2008-2010) La Sexta. Manolo.
- Generación DF Antena 3. David.
- Fago (2008) TVE. Cabo Mellada.
- Manolo y Benito Corporeision (2007) Antena 3. Tristán.
- Hermanos y detectives (2006-2007) Telecinco. Monitor.
- Hospital Central  (2002-2007) Telecinco. Puk.
- Maneras de sobrevivir Telecinco(2005). El loco.

### Teatro
- La vida a hostias"

2021 de Juan Carlos Rubio. Director- Diego París.
- La madre que me parió (2017-....) de Ana Rivas y Helen Morales. Director- Gabriel Olivares.
- Buena gente (Good people) (2015-2016) del premio Pulitzer David Linsay-Abraire. David Serrano.
- De garrulos y gais (2014-2015) Escritor y director.
- Microteatro  (Los camioneros y El secreto de mi vecina. (2015) “El intercambio climático del amor”. (2023) Escritor y director.
- Más de cien mentiras (Teatro musical. (2011-2012) David Serrano.
- Hoy no me puedo levantar, (Teatro musical. (2005-2013) Nacho Cano.
- Arrabales de Nueva York (Teatro-poético, Versión libre de Poeta en Nueva York de Federico García Lorca. (2004) Escritor y director.
- Los openheart (2001) Andrés Lima.
- El fin de los sueños (1999-2000) Animalario.
- Que importa que te ame (1999) Andrés Lima.
- Anoche casi sueño contigo (1997-1998) Caracalva Teatro.
- Carne de vídeo club (1996) Secun de la Rosa.
- Surrealismos (1996) David Lorente.

## Nominaciones
- Blogos de Oro:
  - Mejor actor de Reparto de cine por ‘’Os reviento’’
- Unión de Actores:
  - Mejor actor de reparto en Teatro en 1997 por Surrealismos
  - Mejor actor secundario de televisión en 2006 por Maneras de sobrevivir